# Bingen am Rhein
Bingen am Rhein är en tysk stad med medeltida anor. Staden är mest känd för helgonet Hildegard av Bingen. Bingen am Rhein ligger i delstaten Rheinland-Pfalz (regionen Rheinhessen), vid floden Rhen. Staden fick 1 juli 1982 tillägget am Rhein.
Bingen ligger vid Nahes sammanflöde med Rhen. Tidigare var Binger Loch där Rhen lämnar de Rhenska skifferbergen med en rad vattenfall och forsar nedanför staden den sträcka till vilken Rhen var farbar med fartyg. Genom sprängningar 1834 gjordes passagen farbar, och 1890-1900 utvidgades strömfåran ytterligare. Mitt i floden ligger Mäuseturm (Råttornet), ett medeltida försvarstorn från 1200-talet, om vilket en saga berättar att ärkebiskop Hatto II av Mainz där blev uppäten av råttor till straff för att han under en svår hungersnöd låtit i en lada innebränna en mängd fattiga och hungrande. I själva verket är troligen namnet en misstolkning av det gammeltyska "Mûsturm", arsenal.
På en höjd i staden reser sig borgen Klopp, som förstördes av fransmännen 1689 men återuppbyggdes 1854 och senare fungerade som stadens administrationsbyggnad. Bingen blev senare knutpunkt längs järnvägen Mainz-Koblenz-Köln, och var i början av 1900-talet centrum för lädervaru-, tobaks- och vinindustri.

## Kända personer från staden
- Bertha av Bingen, helgon
- Hildegard av Bingen (1098–1179), abbedissa, inte från Bingen men anlade ett kloster vid Rupertsberg utanför staden där hon levde fram till sin död
- Joseph Albrecht von Ittner (1754-1825), författare
- Philipp von Foltz (1805-1877), konstnär
- Ferdinand Allmann (1828-1912), borgmästare i Bingen
- Heinrich Brück (1831-1903), biskop
- Johann Baptist Hilsdorf (1835-1918), fotograf
- Karl Johann Brilmayer (1843-1905), katolsk präst och författare
- Alice Bensheimer (1864-1935), politiker och feminist
- Theodor Hilsdorf (1868-1944), fotograf
- Stefan George (1868-1933), poet
- Jacob Hilsdorf (1872-1916)
- Mary Roos, schlagersångerska